# Eupelmus pallicornis
Eupelmus pallicornis är en stekelart som beskrevs av Gijswijt 1993. Eupelmus pallicornis ingår i släktet Eupelmus och familjen hoppglanssteklar. Inga underarter finns listade i Catalogue of Life.